# 조선민주주의인민공화국의 대량살상무기

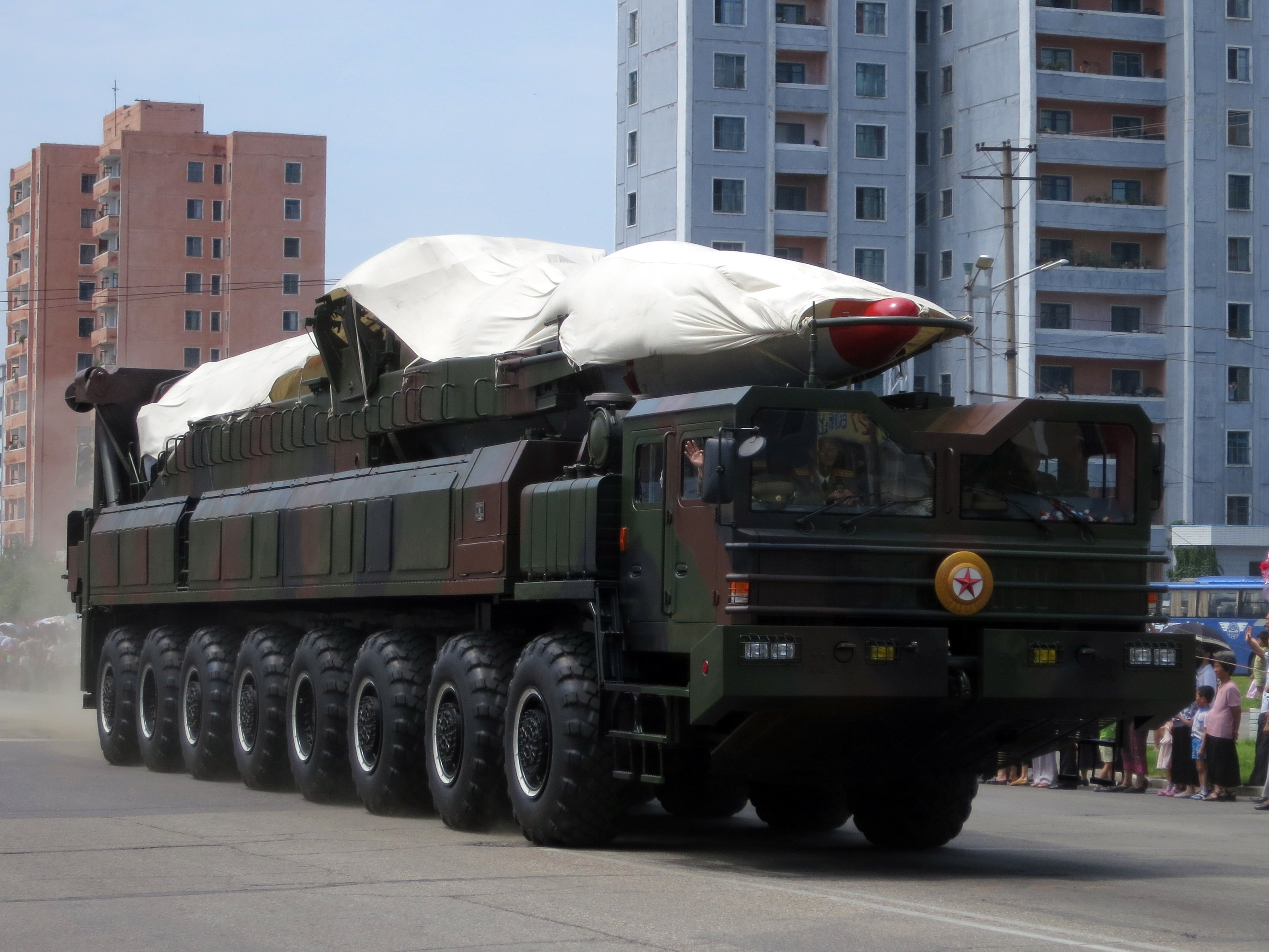

조선민주주의인민공화국의 대량살상무기(朝鮮民主主義人民共和國의 大量殺傷武器, 영어: North Korea and weapons of mass destruction)는 조선민주주의인민공화국(북한)이 핵무기를 개발하면서 국제 문제로 대두되었다. 대한민국에서는 보통 북핵 문제(北核問題)라고 약칭한다. 넓은 범위에서 핵무기 뿐만 아니라 조선민주주의인민공화국이 보유한 생화학 무기도 이 문제에 포함된다.

## 핵무기

### 경과
조선민주주의인민공화국은 핵 확산 금지 조약에 1985년에 가입했으나 완전한 사찰을 막아 핵개발 의혹을 불러 일으켰다. 황장엽 조선노동당 전 비서는 "조선민주주의인민공화국은 96년에 파키스탄과 협정을 맺고 우라늄235로 핵무기를 만드는 제조기술을 넘겨받은 뒤 본격적으로 핵무기를 만들기 시작했다"면서 "조선민주주의인민공화국은 1993년께 연료봉 1800개 중 절반을 재처리했다"고 말했다. 지하 핵실험 준비가 1993년 당시에 완료됐다고 주장했다.
1992년 4월 24일, 러시아 과학아카데미 동방연구소의 겐나디 추프린 부소장은 시사주간지 모스크바 뉴스 최신호에 기고한 글에서, 최근 기밀해제된 KGB 보고서에서, 소련은 1990년대 초에 조선민주주의인민공화국이 핵폭탄을 개발한 것으로 파악했으며, 이를 묵인해왔다고 한다.
황장엽은 1997년 망명 직후 인터뷰에서 조선민주주의인민공화국에서는 핵무기를 보유하고 있는 것은 상식화되어 있고 지난 85년 소련 측이 핵개발을 문제 삼자 조선노동당에서 이를 묵살하라고 지시했다고 말해, 조선민주주의인민공화국의 핵 개발계획이 이미 80년대 중반부터 시작됐음을 밝혔다.
 1985년 당시 소련측이 조선민주주의인민공화국의 핵개발을 문제삼은 이 내용은 지난 1994년 러시아 관계자들에게도 나온 이야기였다. 1994년 러시아 국가안보 연구소 블라디미르 쿠마초프 고문에 의하면 "조선민주주의인민공화국은 그들 미사일의 사정거리를 늘리기 위해 독자적으로 완성한 발사 차량을 가지고 있으며 소련도 85년부터 조선민주주의인민공화국이 핵무기 개발을 시작했음을 알았고 그로 인해서 조선민주주의인민공화국에 있던 핵전문가들을 본국으로 송환했다"고 밝혔다.
1994년 7월 27일, 조선민주주의인민공화국에는 이미 핵무기를 5개나 보유하고 있으며 핵무기를 5개나 더 개발한 뒤 이를 국제사회에 발표하고 미국에 알릴 예정이라고 조선민주주의인민공화국을 탈조선민주주의인민공화국 조선민주주의인민공화국 정무원 교원 강명도씨와 김일성대학 상급교원 조명철씨가 귀순기자회견에서 밝혀 큰 충격을 안겼다.
그들은 조선민주주의인민공화국은 핵탄두개발과 함께 핵탄두를 탑재할 로켓개발에 열중하고 양산체제로 들어갈 것이며 심각한 경제난과 식량난을 타개할 방법은 핵무기의 완성뿐이라고 생각하고 있고 핵무기 5개로는 조선민주주의인민공화국에 충분하지 않으며 공개될 경우 국제적 압력으로 더 이상의 핵개발이 불가능해질 것으로 판단한다고 밝혔다. 조선민주주의인민공화국권력 3위인 강성산 정무원총리의 사위인 강명도씨는 김정일 체제에 대한 학자적인 반감이 귀순동기라고 밝혔다.
이러한 강씨의 회견에서 국내 언론들은 믿을 수 없다, 조선민주주의인민공화국이 5개나 보유한 것이 가능한가라는 반응을 보였고 미국과 일본도 신중한 반응을 보였다.
당시 월리엄 페리 미국 국방장관은 조선민주주의인민공화국이 핵무기를 1개~2개즈음 보유했을 것으로 추정한다고 발표하고 미국 PBS와의 인터뷰에서도 이같이 밝혔다.
당시 미국의 클린턴 대통령은 조선민주주의인민공화국 핵 개발에 대해서 미국 정부는 아주 단호하고도 강경한 입장을 취하겠다고 경고하면서 결코 묵인해서는 안 되는 일이라고 강조했다.
클린턴 대통령은 이어 조선민주주의인민공화국은 핵무기를 손에 쥐면 이를 써버릴 위험이 높은 정권이기 때문에 조선민주주의인민공화국의 핵 개발은 엄청난 악몽이 될 것이라고 밝혔다. 클린턴 대통령은 머지않아 이란과 이라크가 핵 개발에 성공해 미국에 대항할 것이라는 느낌을 갖고 있다고 말하면서도 조선민주주의인민공화국의 핵 개발이 최악의 상황이라는 점을 강조했다. 클린턴 대통령은 조선민주주의인민공화국이 핵개발의 가능성만 보이더라도 곧 일본이 재무장을 하게 돼 이 지역의 안정이 크게 위험해 지기 때문이라고 그 이유를 설명했다. 클린턴은 "조선민주주의인민공화국이 핵을 개발해 사용하려 한다면 조선민주주의인민공화국의 최후가 될 것이다"라며 강력 경고했다.
1993년, 조선민주주의인민공화국은 핵 확산 금지 조약을 탈퇴할 것이라 공언하는데, 이를 1차 북핵 위기라고 부른다. 이 위기는 1994년 북미 간에 조선민주주의인민공화국의 핵무기 개발을 중단하는 대가로 미국의 조선민주주의인민공화국에 핵무기를 이용한 공격을 하지 않는 공식적인 평화 협정을 체결하며, 북미관계 정상화를 추진하고, 핵발전소의 대체수단인 경수로 발전소 제공 하며, 핵발전소를 중지하는 조건으로 대체 에너지인 중유를 제공 한다는 조건의 제네바 합의로 잠정 해소 되었다.
그러나, 미국 공화당은 조선민주주의인민공화국과의 합의는 공산국가와의 회의책이라며 반대하여, 조선민주주의인민공화국에 경수로 발전소 지원을 위한 자금 지원을 미국 의회는 불허하였다. 제네바 합의의 핵심 이행 사항인 경수로 발전소 걸설 지연에 대해서 조선민주주의인민공화국은 지속 항의를 하였다. 당시 제네바 합의를 이끌어낸 미국 클린턴 행정부는 조선민주주의인민공화국이 경수로 프로젝트가 마쳐 지기 전에 붕괴 될 것을 예상하여, 조선민주주의인민공화국의 정권이 붕괴전까지 핵 개발을 중단하도록 하기 위하여, 조선민주주의인민공화국과 합의를 하였다고 실토하였다. 미국이 경수로 발전소 건설을 추진하지 않았지만, 조선민주주의인민공화국의 원자로 가동을 8년 간을 중지할 수 있었으며, 2002년 영변 원자로 재가동과 다음 해 핵 확산 금지 조약의 탈퇴로 제네바 합의는 파기되고 2차 북핵 위기를 맞는다..이후 조선민주주의인민공화국은 국제사회의 비난과 제재에도 독자적으로 핵 개발 프로그램을 진행하여, 2006년 10월 9일 풍계리 핵 실험장에서의 핵 실험이 성공했다고 공식 발표했다. 미국 지질조사국과 일본 지진 당국은 리히터 규모 4.2의 지진을 검출하여 북의 주장이 사실일 가능성이 높아졌다.
2007년 2월 13일 6자회담이 진행되어 '2.13합의'가 맺어졌다. 합의 주요 내용은 조선민주주의인민공화국의 핵시설 폐쇄, 핵 불능화, 핵사찰 수용, 및 중유 100만톤 상당의 에너지 지원 등이었다. 이로 인해 조선민주주의인민공화국은 영변의 원자력 발전 냉각탑을 폭파하였다. 하지만, 결과적으로 2.13 합의사항은 이행 시한을 넘기고 지켜지지 않았다.
이후 조선민주주의인민공화국은 여러차례 핵 실험을 진행하였다. 이명박 정부 시기, 박근혜 대통령 임기 초인 2013년에 1차례, 이어서 2016년에 무려 2차례나 진행하였다. 특히, 2016년에는 수소탄 실험 성공 발표에 이어서, 관측하는 기관에 따라 20kt ~ 30Kt까지 추정되는 강력한 핵 실험을 진행하였다.
* 2006년 10월 9일, 1Kt 이하, 초보적 수준의 핵 기폭 장치 실험
* 2009년 5월 29일, 5~10Kt 추정, 핵분열 이용 핵무기 실험
* 2013년 2월 12일, 10~15Kt, 고농축 우라늄 사용 실험
* 2016년 1월 6일, 10~15Kt, 조선민주주의인민공화국 수
* 2016년 9월 9일, 15~20Kt 이상유 완성 주장
* 2017년 9월 3일, 102kt~1.5Mt, ICBM 탑재용 수소탄 시험 성공 주장
또한, 조선민주주의인민공화국은 탄도미사일 개발 프로그램에 핵탄두를 탑재할 가능성을 내비쳐 긴장을 고조시키고 있다. 2015년부터는 조선민주주의인민공화국 잠수함에서 발사하는 탄도미사일(SLBM)에 핵탄두가 탑재될 가능성이 높아졌다.
조선민주주의인민공화국이 핵무기를 개발하는 이유를 경제지원을 획득하기 위한 목적, 대미 수교 협상용으로 보는 시각, 또는 미국을 위협하여 한미동맹을 폐기하게 만들고 주한미군을 철수시킴으로써 한반도 적화통일을 달성하기 위함이라는 시각이 있다.

### 핵물질 밀수
1992년 4월 2일, 러시아 시사주간지 코메트산트의 최근 보도에 따르면 조선민주주의인민공화국이 CIS에서 핵개발에 사용되는 56kg의 플루토늄을 밀반출해갔다는 정보를 방사능물질 전문 밀매업자로부터 직접 입수했다. 러시아 해외정보국은 조선민주주의인민공화국이 1992년에 옛 소련으로부터 핵무기 60개를 생산할 수 있는 56∼200kg의 플루토늄을 밀반입했다는 보고서를 작성했다.
1994년 8월 26일, 독일 수사당국이 지난 5월 플루토늄-239를 숨겨 갖고있다 붙잡힌 무기밀매상 아돌프 예클레에 대한 집중수사를 통해 조선민주주의인민공화국과의 연계를 보여주는 위임장 등 관련 증거서류를 찾아냈다. 예클레는 조선민주주의인민공화국으로부터 무기급 핵물질 구입을 위해 1억 달러까지 처리할 수 있는 전권 위임장을 소지하고 있었다. 1994년 기준으로, 플루토늄 1kg 당 암시장 거래가가 25만∼30만 달러를 호가하고 있다. 1억 달러면 플루토늄 400kg을 살 수 있다.
1995년 조선민주주의인민공화국의 플루토늄 밀반입 계획은 당시 조선민주주의인민공화국 대성은행이 유럽의 한 은행계좌를 통해 독일의 중개상에게 보내는 5,000만 달러 송금 명세서가 미국 정보당국에 확인됨으로써 밝혀졌다.
2005년 3월에 김명철이라는 조총련 출신의 사람이 조선민주주의인민공화국 관계자가 1980년대에 조선민주주의인민공화국이 플루토늄을 300kg정도 보유하였다고 주장했다.
2017년 당시 조선민주주의인민공화국의 플루토늄 보유량은 50kg 정도로 밝혀졌다.

### 핵물질 생산능력
조선민주주의인민공화국이 무기급 플루토늄 또는 무기급 고농축 우라늄을 생산하는 시설 및 추후 예상되는 시설은 다음과 같다.
- 영변 IRT-2000 - 경수로, 전기출력 8MWe, 매년 4 kg의 플루토늄 생산가능
- 영변 5메가와트 원자로 - 흑연감속로, 전기출력 5MWe, 매년 5 kg 플루토늄 생산가능
- 영변 30메가와트 원자로 - 경수로, 전기출력 30MWe, 매년 15 kg의 플루토늄 생산가능, 시험가동중
- 영변 우라늄 농축 공장 - P2형 원심분리기 4,000개, 매년 80 kg 고농축 우라늄 생산가능
- 영변 50메가와트 원자로 - 흑연감속로, 전기출력 50MWe, 매년 50 kg 플루토늄 생산가능, 추가 건설기간 15개월 예상[24]
- 태천 200메가와트 원자로 - 흑연감속로, 전기출력 200MWe, 매년 200 kg 플루토늄 생산가능, 추가 건설기간 15개월 예상

2013년 기준으로 서방의 전문가들이 고려하는 핵물질 생산시설은 위의 6기이다. 모두 완공되었을 경우, 조선민주주의인민공화국은 매년 274 kg의 플루토늄과 80 kg의 고농축 우라늄을 생산할 것으로 추정된다. 참고로 1945년 히로시마에 투하된 20kt급 원폭 1기를 생산하는데 드는 핵물질의 양은 플루토늄 3-6kg, 고농축 우라늄 5-16kg정도이다.
2014년 대한민국 국방부 국방백서는 자체 생산한 플루토늄 40여 kg을 보유했다고 추정한다. 현재는 50kg으로 늘었다고 추정된다.
영변 5메가와트 원자로에서 매년 플루토늄을 얼마나 생산할 수 있는지에 대해서는, 언론보도가 자주 바뀌었다. 초기에는 매우 대량의 플루토늄을 생산할 수 있다고 하다가, 2016년에는 고작 5 kg을 생산할 수 있다는 보도의 흐름이다. 그러나 어떤 보도에서 핵전문가는, 1년간 원전을 가동해 폐연료봉 8천개를 재처리하면, "아무리 적어도 최소한" 핵폭탄 하나는 분명히 만든다는 뉘앙스로 말하고 있다. 그러면서 핵폭탄 하나에 5-7 kg 정도 필요하다고 말한다. 다른 보도들의 5 kg 추출론은 이 보도가 와전된 것으로 보인다. 즉 과학적으로 정밀하게 계산하여 추측한 "최대" 생산량이 아니라, 아무리 적어도 최소한 핵폭탄 한발은 만들지 않겠느냐는 전문가의 말을 와전하여, 최대한 5 kg 추출이 가능하다고 보도하는 것으로 보인다.
미국 NRDC는 고급기술일 경우 플루토늄 1 kg이면 핵출력 1 kt인 핵분열탄을 만들 수 있다고 본다. AGM-69 SRAM의 W69 핵탄두는 핵분열탄시 17 kt, 핵융합탄시 210 kt으로 12.35배 핵출력을 증폭시킬 수 있다. 즉, 고급기술일 경우 플루토늄 1 kg이면 핵출력 1 kt인 핵분열탄을 만들 수 있고, 이를 이용해 핵출력 12.35 kt 수소폭탄을 만들 수 있다. 미국 국방부 산하 국방위협감소국(DTRA)에서는, 조선민주주의인민공화국이 10kt급 핵폭탄을 서울에 투하할 경우 최소 18만 명의 사망자와 16만 명의 부상자가 발생할 것으로 예상한다.

### 플루토늄 보유량
1992년 4월 러시아 시사주간지 코메트산트는 조선민주주의인민공화국이 CIS에서 핵개발에 사용되는 56kg의 플루토늄을 밀반출해갔다는 정보를 밀매업자로부터 직접 입수했다고 보도했다. 핵미사일 분해 작업을 하는 일부 러시아 장교들이 방사능 물질을 kg당 5만 루블에 밀매하고 있으며, 밀수출업자들은 이를 해외에서 kg당 75만달러에 되판다. 고철을 실은 차량과 철도편으로 수송되고 있으며, 이런 방식으로 최근 2개월간 블라디보스토크와 중국 국경을 거쳐 조선민주주의인민공화국으로 들어간 플루토늄은 56kg에 이르고 있다고 보도했다.
2005년 국가정보원은 국회 정보위원회에서 "조선민주주의인민공화국은 지난 2003년에 4,600여개의 폐연료봉을 재처리해 20~24kg의 플루토늄을 추출한 것으로 추정된다"고 말했다. 8,000개 재처리시 41kg라는 의미이다.
2006년 국정원은 조선민주주의인민공화국이 폐연료봉 2,500개를 재처리했을 경우 추출가능한 플루토늄 량이 25∼30㎏에 달할 것으로 추정했다.
 8,000개 재처리시 96kg이란 의미이다.
2003년 합참 전략기획본부의 신재곤 전략분석과장(육군 대령)은 조선민주주의인민공화국이 방사화학실험실을 가동해 제네바 합의 이후 보관중인 폐연료봉 8,000개(50t)를 재처리한다면 4∼5개월 안에 핵무기 3∼5개 제조분량의 고순도 플루토늄 24∼32kg을 추출할 수 있다고 분석했다.
2016년 영변 5메가와트 원자로가 완전히 가동되면 해마다 6kg의 플루토늄을 얻을 수 있을 것으로 예상한다.
2016년 김동엽 경남대 교수는 "통상 5MW 원자로에 연료봉 8,000개가 들어가니까 많이 처리하면 (매년) 플루토늄을 10 kg까지 확보할 수도 있을 것"이라고 전망했다.
2016년 8월 22일, 미국 ISIS는 IAEA 보고서 등을 인용해 조선민주주의인민공화국이 2016년 올해 재처리를 통해 추출한 플루토늄의 양을 5.5∼8㎏으로 추정했다.

### 고농축 우라늄 보유량
2001년 8월 조선민주주의인민공화국은 카자흐스탄 우스티 카메노고르스크의 우브 공장과 세미팔라틴스크의 아크좌일라우 공장 등지에서 제조한 고농축우라늄 32㎏을 수입했다.
1994년 이후 매년마다, 조선민주주의인민공화국은 카자흐스탄 등 중앙아시아 국가로부터 핵물질과 핵기술을 수입했으며, 2002년까지 핵무기 10개 분량의 우라늄과 플루토늄을 수입했다. 세계일보가 카자흐스탄 고위 관계자로부터 러시아어로 된 A4용지 4쪽의 극비 보고서를 단독 입수했으며, 우즈베키스탄 주재 한국 대사관을 통해 한국과 미국 정부에도 전달되었다. 당시에는 HEU 25 kg이 20 kt 핵폭탄 한발로 계산했기 때문에, HEU 250 kg으로 추정된다.
2017년 7월, 미국 국방정보국(DIA)은 조선민주주의인민공화국이 고농축우라늄(HEU) 758 kg과 플루토늄 54 kg을 보유하고 있는 것으로 추정했다.

### 소형화 기술
미국 국방정보국(DIA) 국장은, 핵 무기를 500㎏ 이하로 소형화하여 조선민주주의인민공화국의 대포동 2호 미사일에 핵 탄두를 탑재할 능력을 갖춰 미국 본토에까지 이르게 할 수 있다고 말했다.
2003년 리비아가 비핵화를 선언하면서, 중국어로 된 소형 핵탄두 설계도가 발견되었다. 조선민주주의인민공화국은 이 중국산 소형 핵탄두 설계도를 입수했을 수도 있다고 보고 있다.
리비아 관리들은 미국 조사관들에게 국제 핵무기 암시장의 일원인 중개상으로부터 5,000만 달러를 주고 이 중국어로 된 소형 핵탄두 설계도를 구입했다고 밝혔다.
조선민주주의인민공화국은 핵탄두 소형화가 상당히 진전되고 있는 게 아니라 이미 소형 핵탄두를 만든 상태라는 의견도 있다.

### 투발 체계
핵 개발 초기 단계에 이미 조선민주주의인민공화국은 170mm 장사정포(사정거리 53km), FROG-5/7 지대지 로켓(사정거리 55-70km), SCUD-B/C형 미사일(사정거리 300-500km), 노동, 대포동 미사일(사정거리 1,300km 이상)과 각종 폭격기 등의 다양한 잠재적 핵 투발수단을 보유한 상태였다. 이에 더 나아가 수 차례의 인공위성 발사 시험을 통해 대륙간 탄도 미사일인 KN-08(화성 12호)의 성능 개량을 추진해왔다.
Mars-12는 2017년 5월 14일 시험되었으며, 2111.5km의 정점을 가지며 787km 떨어진 곳에 상륙했다.2017년 9월 15일 시험에서 3,700km의 비행 거리를 보였다.
잠수함은 발사 탄도 미사일을 발사했다. 북극성 1 호는 2016년 8월 24일 높은 각도로 550km 떨어진 곳에서 착륙했다.
2017년 7월 4일 조선민주주의인민공화국은 대륙간 탄도 미사일 화성-14형 발사에 성공하였다고 발표하였다. 이 날 시험 발사는 최대 고각발사 체제로 진행되었고, 미사일은 정점고도 2,802km를 찍고 933km를 비행하였다고 알려졌다.또 다른 미사일 시험은 2017년 7월 28일에 수행되었다.이 미사일은 3,700km의 최고점을 갖고 998km에 상륙했다. 이 조선민주주의인민공화국의 미사일은 북아메리카 본토를 공격할 수 있다.
그리고 2017년 11월 29일 새벽, 조선민주주의인민공화국은 사정거리 13,000km에 달하는 화성 15호 미사일을 발사하여 미국을 충격으로 몰아넣었다.
2018년 2월 9일, 조선민주주의인민공화국은 건군절 열병식에서 화성 14호과 화성 15호 미사일을 등장시켜 미국에 대한 타격 위협능력을 보여주었다.

### 보유량
2004년 10월, 미 랜드 연구소의 브루스 베넷 박사는 한국국방연구원(KIDA)이 최근 발간한 영문저널 'The Korea Journal of Defense Analysis' 2004년 가을호에 기고한 연구보고서에서 러시아 해외정보국 보고서를 인용해 조선민주주의인민공화국은 1992년 옛소련으로부터 핵무기 60개를 생산할 수 있는 56∼200㎏가량의 플루토늄을 밀반입했다고 밝혔다. 서균렬 서울대 원자핵공학과 교수는 플루토늄 5 kg 이면 100 kt 수소폭탄 한 발을 제조할 수 있다고 말한다. 그런 계산이면, 플루토늄 200 kg이면 100 kt 수소폭탄 40발이다.
구소련으로부터 밀반입한 것을 제외하고, 한국 정부는 2016년 말 현재 조선민주주의인민공화국의 고농축우라늄(HEU) 보유량을 758㎏, 플루토늄 보유량을 54㎏으로 추정했다. 최대 60기의 핵무기를 만들 수 있는 분량이다.
그러나, 정부나 언론의 핵무기 수량은 계산방법에 있어서 문제가 좀 있다. 구소련 밀반입 200 kg을 더하면, 플루토늄 254 kg이다. 서균렬 교수의 5 kg으로 100 kt 수소폭탄 한발을 고려하면, 플루토늄 254 kg으로 100 kt 수소폭탄 50발을 만들 수 있다. HEU는 보통 플루토늄 보다 2배 정도 더 필요하다고 알려져 있는데, HEU 758 kg이면 100 kt 수소폭탄 75발이다. 따라서 2016년 한국 정부가 평가하는 조선민주주의인민공화국의 HEU, 플루토늄 보유량이면, 100 kt 수소폭탄 125발이라고 계산할 수 있다.
2015년 2월 25일, 미국 존스홉킨슨대 초빙연구원이자 조선민주주의인민공화국전문 웹사이트인 38노스를 운영하는 조엘 위트 교수는 2015년 현재 조선민주주의인민공화국이 보유한 핵무기 규모가 10~16개에 달한다는 전제하에, 2020년까지 조선민주주의인민공화국의 핵개발 예측 경로를 저성장·중간성장·고성장 시나리오로 나눠 예측했다.
- 저성장: 2020년까지 평균 폭발력 10kt, 핵무기 20개
- 중간성장: 2020년까지 평균 폭발력 10~20kt, 핵무기 50개
- 고성장: 2020년까지 평균 폭발력 20kt 이상, 핵무기 100개

2020년 7월 30일, 미국과 러시아가 합의한 새로운 핵무기 계산 모델이 나왔다. 세계 안보 전문 월간지 제인스 인텔리전스 리뷰(JIR) 최신호에 실릴 예정인 새로운 핵무기 계산법은 미국 전 에너지부 핵무기 엔지니어 로버트 켈리와 러시아의 핵물리학자 비탈리 페드첸코가 설계했다. 이에 따르면, "조선민주주의인민공화국이 고농축 우라늄을 수소폭탄 제조에 쓰고 있다면 조선민주주의인민공화국이 가진 핵무기는 10~20개 정도일 것"이라고 했다. 이는 미 국방부 산하 국방정보국이 추정한 조선민주주의인민공화국 보유 핵탄두 60개의 3분의 1 이하다.
2020년 8월 18일, 미국 국방부 육군부의 '조선민주주의인민공화국 전술 보고서'에 따르면 조선민주주의인민공화국의 핵무기는 20∼60개며, 매년 6개를 새로 생산할 수 있는 것으로 추정된다. 보고서는 조선민주주의인민공화국이 올해 안에 핵무기를 최대 100개까지 보유할 수 있다는 보고도 나왔다고 덧붙였다. 조엘 위트 교수의 2015년 보고서를 의미하는 것으로 보인다.

## 화학무기
조선민주주의인민공화국은 미국과 러시아 다음으로 대규모의 화학 무기를 보유한 세계 3위의 화학 무기 국가이며,
 살상 무기인 신경 작용제 VX를 포함하여 최소한 2,500 ~ 5,000 톤의 화학무기를 보유하고 있다.
| 생화학 무기 종류 | 화학 비축량 |
| ---------------- | ----------- |
| Phosgene         | 파악 불가   |
| Diphosgene       | 파악 불가   |
| Mustard          | 1,000t 이상 |
| Lewisite         | 파악 불가   |
| Phosgene oxime   | 파악 불가   |
| Sarin (GB)       | 1,000t 이상 |
| Tabun (GA)       | 파악 불가   |
| Soman (GD)       | 파악 불가   |
| Adamsite (DM)    | 파악 불가   |
| VX               | 145t 이상   |

## 생물무기
조선민주주의인민공화국은 탄저균, 장티푸스, 이질, 콜레라, 페스트, 브루셀라증, 야토병, 발진티푸스, 천연두, 유행성출혈열, 황열병, 보툴리눔 독소, 황우 독소 등 13종의 균체를 10여개 시설에서 최대 5,000톤가량 보유하고 있다.
탄저균 100 kg을 대도시 상공 위로 저공비행하면서 살포하면 100~300만 명이 사망할 수 있으며, 이는 1메가톤(Mt)의 수소폭탄에 맞먹는 살상 규모이다.
조선민주주의인민공화국은 1954년부터 미생물연구소를 설립운영하면서 탄저균, 천연두, 페스트, 콜레라, 보툴리늄 독소는 무기화가 완료되었으며, 실제 사용 가능성이 가장 높은 생물학무기는 탄저병과 천연두로 알려졌다. 미국 랜드연구소 브루스 베넷 박사는 "맑은 밤 30km2 면적인 서울 지역에 탄저균 10kg을 살포했을 경우 최고 90만 명이 사망할 것"이라고 본다.

## 중국의 역할
조선민주주의인민공화국의 핵미사일 개발에는 중국이 매우 큰 기여를 하고 있다.
1991년 7월 북조선이 중국 감숙성 은천 미사일 기지에서 사정거리 800km의 중거리 다탄두(MIRV) 탄도 미사일을 시험발사하는데 성공했다. 중국의 원조로 개발한 것으로서, 발사시설은 중국이 대여했다. 북조선은 1988년 이후 90명의 과학자를 은천 핵로켓기지에 파견, 중국으로부터 핵실험 기술 및 미사일발사 기술을 배웠다. 미사일 실험을 성공한 것으로 보아 핵실험 기술 습득도 완료한 것으로 보인다. 또한 중거리 미사일 개발을 위해 230명의 육해공군 무기 전문가들을 중국 요동반도 다롄에 있는 다롄 해군 기지에 파견해 연수중이라고 일본 월간 센타쿠지가 1991년 12월 6일 보도했다.
1992년 4월 러시아 시사주간지 코메트산트는 조선민주주의인민공화국이 CIS에서 핵개발에 사용되는 56kg의 플루토늄을 밀반출해갔다는 정보를 밀매업자로부터 직접 입수했다고 보도했다. 핵미사일 분해 작업을 하는 일부 러시아 장교들이 방사능 물질을 kg당 5만 루블에 밀매하고 있으며, 밀수출업자들은 이를 해외에서 kg당 75만달러에 되판다. 고철을 실은 차량과 철도편으로 수송되고 있으며, 이런 방식으로 최근 2개월간 블라디보스토크와 중국 국경을 거쳐 조선민주주의인민공화국으로 들어간 플루토늄은 56kg에 이르고 있다고 보도했다.
북조선은 그동안 리비아에서 발견된 중국 DF-2 핵미사일의 핵탄두 설계도를 입수한 것으로 보도되었다. 대니 B. 스틸먼은 저서 The Nuclear Express에서, ‘중국의 친구들’이 북조선은 중국의 CHIC-4 설계도를 개량한 것을 가지고 있다는 말을 하였다고 소개하였다. 중국 DF-2 핵미사일의 CHIC-4 핵탄두는 폭발력 12 kT, 무게 1,500 kg이다.
신의주와 단둥은 압록강 철교로 이어져 있는데, 이 다리를 통해 트럭으로 수많은 미사일 부품, 핵무기 부품이 수출입 되고 있다고 알려져 있다.

### 리팡웨이
리팡웨이는 1972년생 중국인 비밀무기상이다. FBI 홈페이지에 500만 달러의 현상수배범으로 올라와 있다. 미국은 중국에 리팡웨이 신병인도를 요청했지만 중국이 거부했다. 이란국방산업기구(DIO), 방산기업인 샤히드 헤마트 산업그룹(SHIG), 샤히드 바게리 산업그룹(SBIG)에 첨단 무기 부품을 수출했다.
단순한 무기중개상이 아니라 광섬유 자이로스코프 같은 첨단 미사일 부품들을 직접 만들어 판매하고 있다. 다롄에 본사를 둔 림트(LIMMT)라는 회사가 12개의 자회사를 거느리고 이란에 최첨단 미사일 부품과 핵개발 부품을 판매중인데, 로버트 아인혼 전 미 국무부 비확산·군축담당 차관보가 "칸 박사 다음가는 거물"이라고 말한다. 압둘 카디르 칸 박사는 1990년대 이란과 조선민주주의인민공화국에 핵개발 부품을 판매했다.
리팡웨이는 이란에만 최첨단 미사일 부품과 핵개발 부품을 판매하고 있어서, 조선민주주의인민공화국과 관련되어 있다는 명백한 증거는 없다. 그러나 상당히 의심받고 있다. 유엔 안전보장이사회 산하 조선민주주의인민공화국제재위원회 전문가 패널은 2012년 6월 공개한 보고서에서 조선민주주의인민공화국의 불법 화물이 중국 다롄항으로 운반돼 다른 배에 옮겨 실린 뒤 이란으로 이동한다고 지적했다. 다롄은 리팡웨이의 본거지이다.
리팡웨이의 조부가 한국전쟁 당시 인민해방군 대령으로 참전했다고 한다. 고위 장교의 자손들이 계속 관련 공직에 채용되는게 전세계의 일반적인 관행이라는 점을 감안한다면, 리팡웨이가 중국 국가안전부의 비밀요원일 수도 있다는 추측을 하게 한다.
이런 리팡웨이의 장기간의 대규모 무기 밀매와, 미국 정부의 신병인도 요청 거부 등은, 중국 정부가 이란과 조선민주주의인민공화국의 미사일 개발과 핵개발 지원과 관련되어 있다는 의심을 하기에 가능한 정황 증거들로 여겨진다.
조선민주주의인민공화국이 무수단 미사일 19발을 다렌항에서 이란 화물선으로 환적하는 방식으로, 이란에 수출했다.
2018년 5월, 북미 정상회담 직전에, 김정은이 다롄을 방문, 시진핑과 정상회담을 가졌다. 김정은이 리팡웨이를 직접 만나야 할 만큼 중요한 무기밀매 계약을 하러 갔다는 것을 충분히 의심할 수 있다.

## 국제적 대응
2017년 9월 9일, 독일 앙겔라 메르켈 수상은 조선민주주의인민공화국 핵문제 해결에 이란식의 타결을 제안하며 유럽의 국가 중 독일이 역할을 할 수 있다고 하였다. 도널드 트럼프 미국 대통령은 헨리키신저 전 미 국무장관과 2017년 10월 10일 백악관에서 중국과 협상을 통한 북핵문제 해결책을 논의하였으며, 제임스 메티스 미국 국방장관과 항공모함 준비 상태 확인과 휴전선 인근의 서울 시민의 인명살상을 최소화하는 군사적 옵션도 논의하였다.

## 연표
- 1953년 3월 소련과 원자력 평화적 이용 협정 체결[62]
- 1962년 영변 원자력 연구소 설치
- 1963년 6월 소형 연구용 원자로(IRT-2000)를 소련에서 도입
- 1974년 9월 국제 원자력 기구(IAEA) 가입
- 1985년 핵 확산 금지 조약(NPT)에 가입
- 1991년 12월 31일 대한민국이 한반도의 비핵화에 관한 공동선언에 합의
- 1992년 IAEA와 원자력 설비시설의 감찰에 관한 특별조약 체결
- 1992년 4월 24일, 최근 기밀해제된 KGB 보고서, 소련은 1990년대 초에 조선민주주의인민공화국이 핵폭탄을 개발한 것으로 파악했으며 이를 묵인해왔다.
- 1993년 IAEA의 영변 원자력 발전소 감찰 요구 조선민주주의인민공화국 측으로부터 거부
- 1993년 3월 12일 한미연합군사훈련 재개를 이유로 NPT 탈퇴 선언. 1차 북핵위기
- 1994년 7월 27일, 조선민주주의인민공화국이 핵폭탄 5개를 보유중이라고 김일성 대학교 조명철 교수가 귀순 기자회견
- 1994년 제네바 합의(조선민주주의인민공화국과 미국간에 핵무기 개발에 관한 특별계약)
- 1995년 국제 원자력 기구측에서 조선민주주의인민공화국과 협정 재시도
- 1997년 국제 원자력 기구는 조선민주주의인민공화국의 협조부실에 비판
- 2000년 미국의 핵무기 전문가 조선민주주의인민공화국의 지하 원자력 시설 감찰 결과 핵무기 생산에 필요한 시설이 없음 보고
- 2002년 핵무기 개발 계획을 추진하고 있음을 공개적으로 인정. 이에 따라 미국은 조선민주주의인민공화국에 석유원조 중지시킴. 2차 북핵위기
- 2003년 NPT에서 탈퇴
- 2004년 중국의 중재로 6개국 (대한민국, 조선민주주의인민공화국, 중국, 미국, 러시아, 일본) 핵무기 분쟁 회담.
- 2005년 2월 10일 핵무기 보유 선언
- 2005년 9월 19일 6자회담에서 9.19 공동성명 채택
- 2005년 방코델타아시아(BDA)를 이용한 미합중국의 대북 금융제재
- 2006년 7월 5일 대포동 2호 미사일 발사
- 2006년 10월 9일 1차 핵 실험을 강행. 조선민주주의인민공화국은 조선중앙통신사 보도를 통해 풍계리 핵 실험장에서 핵 실험을 성공적으로 진행했다고 발표했다. 그리고 한국지질자원연구원은 이날 오전 10시35분께 함경북도 화대리 지역에서 진도 3.58에서 3.7 규모의 지진파를 감지했다고 밝혔다.
- 2007년 2월 13일 2.13 합의
- 2008년 8월 영변 원자력 발전소 냉각탑 폭파
- 2008년 8월 플루토늄 양 불일치 논란, 핵불능화 철회
- 2009년 5월 25일 2차 핵 실험을 강행. 조선민주주의인민공화국은 이날 오전 9시 54분, 풍계리 핵 실험장에서 핵 실험을 실시한 후, 같은 날 12시에 조선중앙통신사 보도를 통해 핵 실험을 성공적으로 보도했다고 밝혔다. 그리고 이날 단거리 미사일 3발을 동해상으로 발사했다.
- 2011년 12월 북미 잠정합의
- 2011년 12월 17일 김정일 국방위원장 사망
- 2012년 3월 은하 3호 미사일 발사
- 2013년 2월 - 3차 핵 실험 강행
- 2016년 1월 6일 4차 핵 실험 강행
- 2016년 2월 광명성 4호 미사일 발사
- 2016년 9월 9일 5차 핵 실험 강행
- 2017년 9월 3일 6차 핵 실험 강행
- 2018년 4월 21일 핵-미사일 실험 중단 및 핵 실험장 폐기 선언

## 같이 보기
- 풍계리 핵 실험장
- 6자 회담
- 그랜드바겐
- 한국전쟁
- 한국휴전협정
- 북미평화협정
- 한국의 재통일
- 2006년 조선민주주의인민공화국 핵 실험
- 2009년 조선민주주의인민공화국 핵 실험
- 2013년 조선민주주의인민공화국 핵 실험
- 2016년 1월 조선민주주의인민공화국 핵 실험
- 2016년 9월 조선민주주의인민공화국 핵 실험
- 2017년 조선민주주의인민공화국 핵 실험
- KN 미사일 시리즈
- 이란의 대량 살상무기
- 이란 핵협정 프레임 워크 (이란 비핵화 협상을 위한 예비 기본 협정)
- 포괄적 공동행동계획 (이란 비핵화를 위한  이란에 대한 인류 최초의 비핵화  협정)
- 이란의 핵프로그램에 대한 시각 - (이란의 핵 개발의 정당성에 대한 이란과 국제적인 시각)
- 이란 핵협정의 협상 과정- (1년 6개월에 걸친 이란 비핵화를 위한 핵협정 과정)